# Hidden Spring
Hidden Spring es un lugar designado por el censo ubicado en el condado de Ada en el estado estadounidense de Idaho. En el Censo de 2010 tenía una población de 2280 habitantes y una densidad poblacional de 347,13 personas por km².

## Geografía
Hidden Spring se encuentra ubicado en las coordenadas 43°43′00″N 116°15′34″O / 43.71667, -116.25944. Según la Oficina del Censo de los Estados Unidos, Hidden Spring tiene una superficie total de 6.57 km², de la cual 6.54 km² corresponden a tierra firme y (0.47%) 0.03 km² es agua.

## Demografía
Según el censo de 2010, había 2280 personas residiendo en Hidden Spring. La densidad de población era de 347,13 hab./km². De los 2280 habitantes, Hidden Spring estaba compuesto por el 0.1% blancos, el 0.26% eran afroamericanos, el 0.26% eran amerindios, el 0.66% eran asiáticos, el 0.04% eran isleños del Pacífico, el 1.01% eran de otras razas y el 1.67% pertenecían a dos o más razas. Del total de la población el 3.77% eran hispanos o latinos de cualquier raza.